# Краснокутський монастир
Петропавлівський монастир — український православний монастир (XVII–XVIII ст.) у с. Основинці коло смт. Краснокутськ. Був розташований на правому березі річки Мерли.

## Історія монастирю

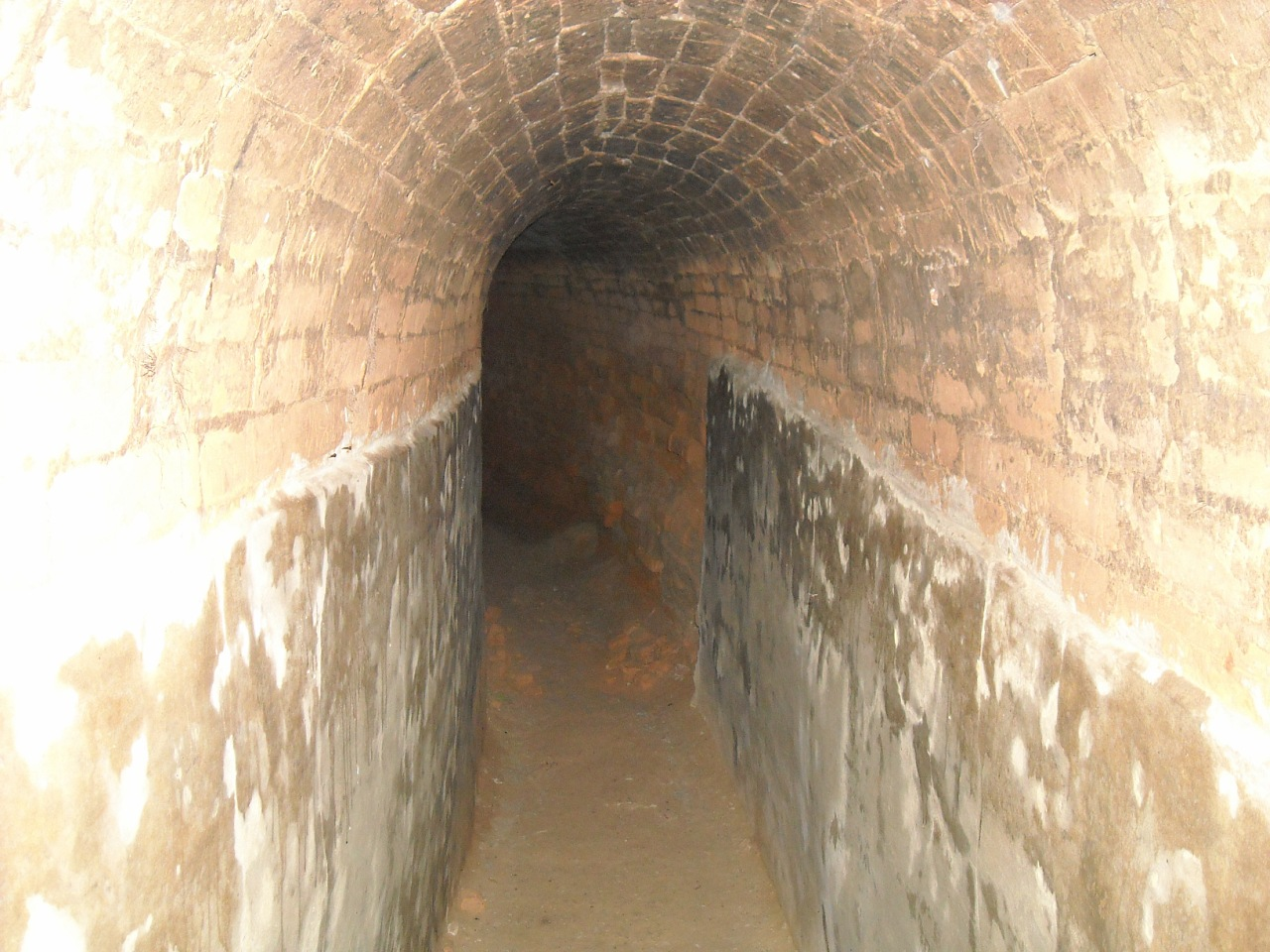
Підземні ходи монастирю (2010 р.)

У 1673—1675 роках, на землях Краснокутської сотні Охтирського козацького полку був заснований чоловічий козацький Петропавлівський монастир. Це був, наряду з Охтирським, Сіннянським та Вольновським монастирем один з чотирьох монастирів Охтирського полку. Він був заснований козаками, які оселили ці землі. Їми ж були викопані ставки, та розгалужена система підземних ходів (існує й в наш час) для захисту від частих татарських навал.
 Гумілевський Д. Г. (Філарет) в «Історико-статистичному опису Харківської єпархії», посилаючись на топографічний опис 1785 року, зазначає засновником монастирю задніпровського козацького полковника Степана (Івана) Штепу. Він же став першим настоятелем монастирю як ігумен Іоаникій, а його син Матвій, став священиком в Миколаївський церкві. Після смерті батька він стає наступним ігуменом Мартиніаном.
Головний храм монастирю був присвячений апостолам Петру та Павлу. Другий, трапезний, храм був присвячений на честь Різдва Богородиці. Обидва храми були дерев'яні. Сам монастир, було обнесено дерев'яною стіною.
Краснокутський монастир існував більше ста років за цей час неодноразово зазнавав нападів татар, навіть був спалений. Завдяки розгалуженої системі підземних ходів, ченці могли ховатися від нападників. Частина цих ходів відновлена, та існує в наш час.
У часи правління російської імператриці Катерини II в ньому ховалися бунтівники. За її наказом монастир було закрито.
В 1793 році, на місці монастирю був заснований Краснокутський дендропарк. Тепер залишки монастиря знаходяться на його території.

## Настоятелі монастирю[2]
- Іоаникій (Іван Штепа) — ігумен. Перший настоятель Краснокутського монастиря. Козацький полковник Іван (Семен) Штепа, який прийняв чернечий сан очолив заснований їм монастир як ігумен Іоанникій.
- Мартиніан (Матвій Штепа) — ігумен. Другий настоятель Краснокутського монастиря (коло 1704 року). Син засновника монастирю, та першого ігумена.
- Герасим — ігумен. Третій настоятель Краснокутського монастиря (коло 1710 року). Товариш другого ігумена Мартиніана, був тестем його сина Мартина Матвійовича Штепи.
- Осип (Зінкевич) — ігумен. Четвертий настоятель Краснокутського монастирю (з 1730 років). Також був настоятелем Курязького монастирю.
- Варлаам — ігумен. Настоятель Краснокутського монастирю (коло 1740 року).
- Кирило — ігумен. Настоятель Краснокутського монастирю (коло 1742 року).
- Іоасаф (Боровський) — ігумен. Настоятель Краснокутського монастирю (коло 1745 року).
- Венедикт — ігумен. Настоятель Краснокутського монастирю (коло 1756 року). В 1761 році, почав будівництво нового храму в Краснокутскі.
- Єзекіїль — архімандрит. Настоятель Краснокутського монастирю (з 1762 року). До цього був у В'ятській єпархії.
- Феофан — ігумен. Настоятель Краснокутського монастирю (до 1776 року).
- Стефан — ігумен. Настоятель Краснокутського монастирю (з 1 грудня 1776 року).
- Лаврентій — ігумен. Останній настоятель Краснокутського монастирю. Наказом консисторії 1787 року, йому наказано курувати також Охтирським монастирем. Після закриття монастирю був направлений до Курязького монастирю завідувати зібраними там ченцями.